# Kloster Kelheim
Das Kloster Kelheim ist ein ehemaliges Kloster der Franziskaner-Reformaten am Michelsberg in Kelheim in Bayern in der Diözese Regensburg.

## Architektur
Das Kloster wurde im 18. Jahrhundert barockisiert. Der zweigeschossige Walmdachbau bildet eine Dreiflügelanlage um einen Kreuzgang, von der Klosteranlage erhalten sind nur die gewölbten Erdgeschossräume im Westflügel (Stallgebäude) und Nordflügel sowie die Wirtschaftsgebäude mit Gewölben aus dem 18. Jahrhundert.

## Geschichte

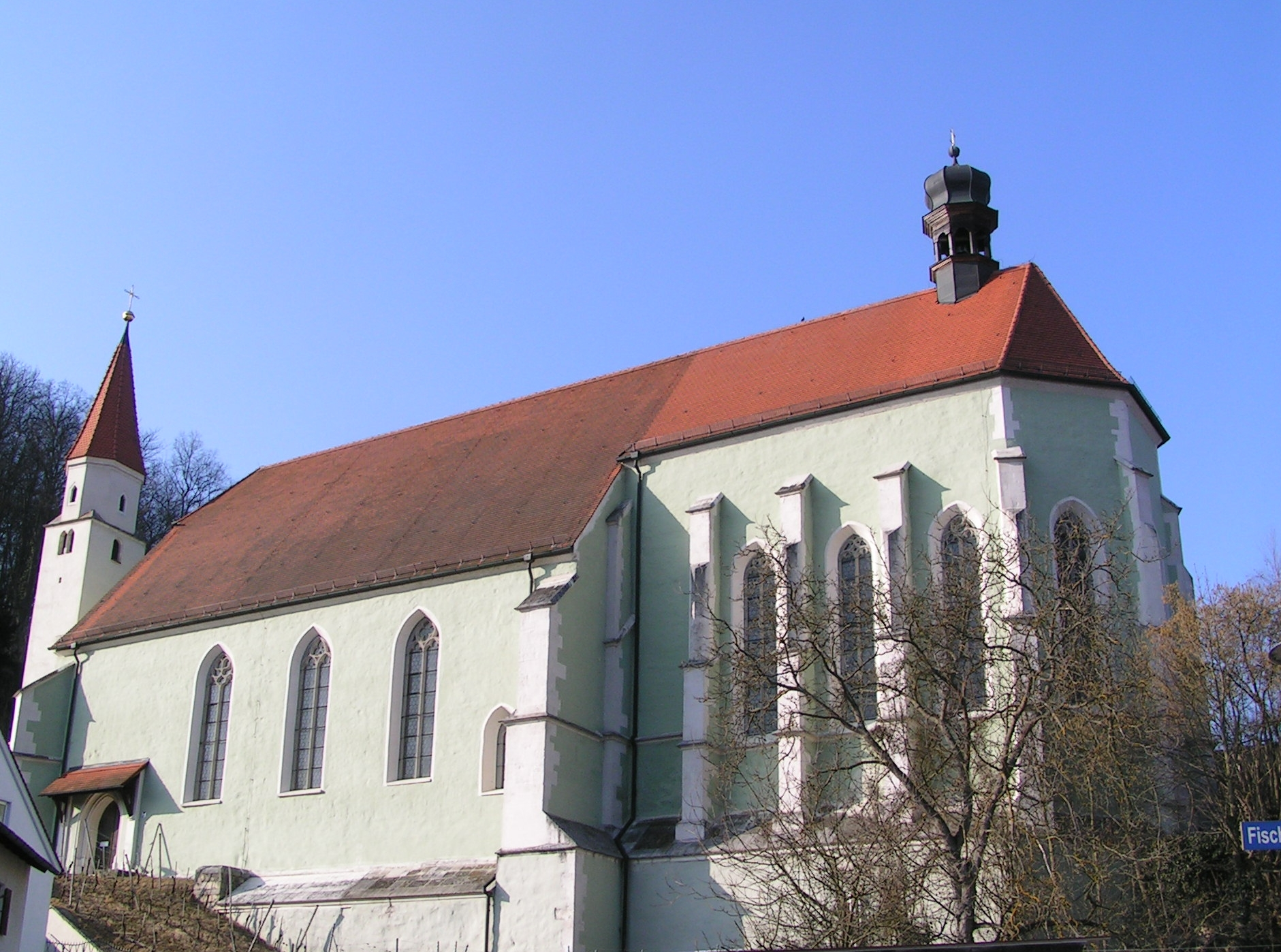
Franziskanerkirche

Das der heiligen Jungfrau Maria gewidmete Franziskanerkloster wurde 1461 beziehungsweise 1471 durch Johann IV. und Sigmund zusammen mit den Bürgern von Kelheim gegründet. Um 1635 war es Hospiz, später ein Konvent. Es wurde 1802 im Zuge der Säkularisation aufgelöst. In der Klosteranlage wurden eine Brauerei und eine Gastwirtschaft eingerichtet. Die Klosterkirche wird seit 1878 wieder für Gottesdienste genutzt.

## Orgelmuseum

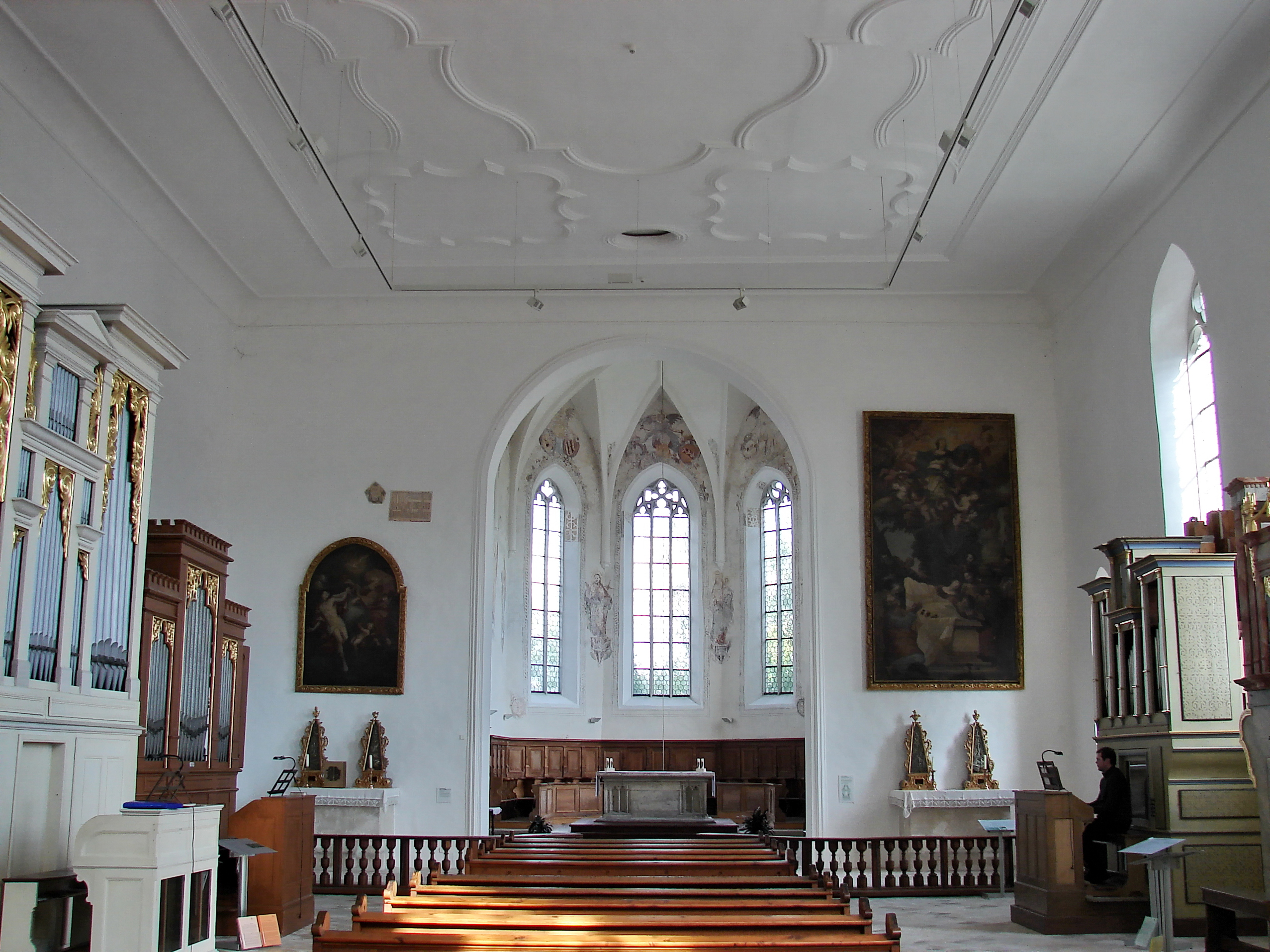
Innenansicht

Im Kirchengebäude befindet sich ein Orgelmuseum, das im Jahr 2006 eröffnet wurde. Träger ist der Förderverein Orgelmuseum Franziskanerkirche Kelheim e. V. Das Museum stellt pneumatische und mechanische Orgeln aus der Region aus. Im ehemaligen Klostertrakt sind neben Schautafeln funktionsfähige Orgelmodelle ausgestellt. Diese veranschaulichen die Funktionsweise der mechanischen Schleif- und Kegellade, der pneumatischen und elektro-pneumatischen Kegel- und Membranlade. Der Besucher lernt Zusammenhänge zwischen Bauformen der Orgelpfeifen und den jeweils erzeugten Klang kennen.